# 重新長大
《重新長大》是由香港歌手許廷鏗演唱，星煥國際製作，2012年9月5日發行的第十張單曲，只作為派台用途，並未公開販售。

## 曲目
1. 重新長大
  - 作曲：伍樂城，作詞：許廷鏗、曾紀諾、Kennedy 7，編曲：朱俊傑

## 唱片版本
- CD版

## 音樂錄影帶
部分片段於觀塘海濱道公園足球場拍攝。
| 歌名     | 執導              | 首播日期       | 附註 |
| -------- | ----------------- | -------------- | ---- |
| 重新長大 | Jacky @ Concept X | 2012年10月24日 |      |

## 派台成績
|          | 香港 | 香港 | 香港 | 香港 | 馬來西亞 |
| 903      | RTHK | 997  | TVB  | 988  |          |
| 最高位置 | -    | 3    | 1    | 1    | -        |

(*)表示仍在榜上
粗體表示冠軍歌

## 備註
1. ↑  見《長大》專輯歌詞本。
2. ↑  許廷鏗的微博，2012年9月9日 (日) 15:00 (UTC+8)查閱（繁體中文）
3. ↑  my903.com - 叱咤正在普選[永久]，2012年9月5日 (三) 12:20 (UTC+8)查閱（繁體中文）